# 유훈 (효애후)
유훈(劉勳, ? ~ ?)은 전한의 제후로, 조경숙왕의 현손이다.

## 생애
아버지 유내시의 뒤를 이어 효후(洨侯)에 봉해졌다. 시호를 애(哀)라 하였고, 작위는 아들 유승이 이었다.

## 출전
- 반고, 《한서》 권15상 왕자후표 上

| 선대 아버지 효절후 유내시 | 전한의 효후 ? ~ ? | 후대 아들 유승 |